# 西部黑猩猩
西部黑猩猩或稱西非黑猩猩，是黑猩猩的亞種，主要棲息地為西非如象牙海岸、賴比瑞亞、幾內亞、馬里和獅子山等地，亦分布於其他周邊國家。目前保护状态为极危。